# Malligwad, Gangawati
Malligwad là một làng thuộc tehsil Gangawati, huyện Koppal, bang Karnataka, Ấn Độ.